# Marquise (film)
Pour les articles homonymes, voir Marquise.
Pour plus de détails, voir Fiche technique et Distribution.
Marquise est un film français de Véra Belmont sorti en 1997.

## Synopsis
À Lyon, Marquise-Thérèse de Gorla, une jeune danseuse, prostituée à l'occasion par son père, attire l'attention de Molière. Un des comédiens de la troupe, Du Parc dit Gros-René tombe aussitôt sous son charme et l’épouse. Sous le nom de Mlle Du Parc, elle intègre la troupe de Molière et sillonne la France. Mais lors de sa première représentation, elle reste muette. Dès lors Molière ne lui confie plus aucun rôle.
Cependant, alors qu'elle danse pour distraire le public pendant un entracte, elle est remarquée par Monsieur, frère du Roi qui commande alors une comédie-ballet pour son frère, Louis XIV.
Molière refusant toujours de lui confier du texte, elle s’enfuit. Sa rencontre avec le dramaturge Jean Racine change tout : elle accepte finalement de danser devant le roi qui est lui aussi ébloui. Racine, tombé amoureux, lui écrit une pièce : Andromaque.

## Fiche technique
- Titre : Marquise
- Réalisation : Véra Belmont
- Scénario : Marcel Beaulieu, Jean-François Josselin et Véra Belmont
- Dialogues : Gérard Mordillat
- Photographie : Jean-Marie Dreujou
- Musique : Jordi Savall
- Décors : Gianni Quaranta
- Costumes : Olga Berluti, Carlo Poggioli
- Production : Véra Belmont et J. David Williams
- Sociétés de production : AMLF, Stéphan Films, France 3 Cinéma (France), 3Emme (Italie), Alhena (Suisse)
- Pays de production : France, Italie, Suisse
- Genre : comédie dramatique et film biographique
- Format :  couleur - 35 mm - 1.85:1 - son Dolby
- Durée : 136 minutes
- Dates de sortie : 
  - 20 août 1997 (France)
  - 12 septembre 1997 (Québec)

## Distribution
- Sophie Marceau : Marquise
- Lambert Wilson : Racine
- Bernard Giraudeau : Molière
- Patrick Timsit : Du Parc
- Thierry Lhermitte : Louis XIV
- Anémone : La Voisin
- Remo Girone (en) : Jean-Baptiste Lully
- Georges Wilson : Floridor
- Franck de Lapersonne : Philippe d'Orléans « Monsieur »
- Marianne Basler : Henriette d'Angleterre
- Estelle Skornik : Marie
- Victoria Peña : Marie-Thérèse d'Autriche
- Christine Joly : Madeleine
- Anne-Marie Philipe : Catherine de Brie
- Romina Mondello : Armande Béjart
- Stéphane Boucher : Louis Béjart
- Olivier Achard : Monsieur de Saint-Loup
- Patrice Melennec : Giacomo de Gorla, père de Marquise
- Beatrice Palme : Geneviève
- Francisco Casares : Gorgibus
- Guillermo Antón : Charles
- Éric Boucher : Brécourt
- Jacques Pater :
- Massimo Pittarello :
- Simón Andreu : L'Abbé de Cosnac
- Carlotta Jazzetti : La fillette
- Milaura Allegrini :
- Eve Bitoun :
- Antonio Cantafora :
- Ginevra Colonna :
- Alexia Murray :
- Francesca DeRose :
- Flaminia Fegarotti :
- Daniele Ferretti :
- Paolo Fosso :
- Sara Franchetti : La mère de Marquise
- Emanuela Garuccio :
- Micaela Giustiniani :
- Luciano Luminelli :
- Luggi Marturano :
- Emanuela Murari : Mademoiselle (non créditée)
- Sonia Aquino :
- Louis Per Bruno : Marquis Leroy (aka Pierre Arkansas)
- Gérard Moulévrier :

## Production

### Tournage
Marquise a été filmé en grande partie dans les studios de Cinecittà, à Rome, et dans les villes avoisinantes en Italie :
- Sabbioneta : Teatro Antico et galerie du palais ducal
- Mantoue : Teatro Scientifico, palais Arrivabene et palais ducal
- Bologne : Villa Mazzacorati
- Caprarola : Palazzo Farnese
- Narni : Piazza dei Priori, Via del Campanile

Plusieurs scènes ont été tournées au château de Vaux-le-Vicomte en Seine-et-Marne. Près de 5 000 figurants figurent dans le film.

### Accueil et polémique
Quelques jours avant sa sortie, Sophie Marceau renie le film : « Ce tournage a été un enfer. J’en ai gardé l’un des pires souvenirs de ma vie. Je ne me suis absolument pas entendue avec Véra Belmont […]. Sincèrement, je ne tiens pas à défendre le film. » « Sa mise en scène me paraissait absurde. » Pour Véra Belmont, « Sophie Marceau fait cela à la sortie de tous ses films, avec tous ses réalisateurs. Elle m’aime un jour, le lendemain, elle me hait. Je crois qu’elle n’aime pas être dirigée par une femme. Il faudrait presque faire un film, une psychanalyse sur les bébés-stars, qui n’ont jamais quitté le giron du cinéma, qui ne se rendent pas compte de la vie réelle qu’il y a autour d’eux. Elle voyait Marquise beaucoup plus petite bourgeoise que je ne l’imaginais. C’est le genre d’actrice, quand vous la dérangez dans ce qu’elle a décidé de faire sur le plateau, elle vous déteste. »
Doté d'un budget important (70 millions de francs), son score au box-office fut décevant : 9 619 entrées dans 47 salles, soit la 5e place pour le premier jour d'exploitation à Paris.

## Analyse du film
Le film est une libre inspiration de la vie de Marquise Du Parc (1633-1668), comédienne du XVIIe siècle. Le sujet n’avait pas encore été porté à l’écran, même si le personnage apparaît dans le film d’Ariane Mnouchkine intitulé Molière (joué par Lucia Bensasson). Il raconte l’ascension formidable d’une femme, inhabituelle à l’époque, et retrace l’histoire du théâtre avec ses rivalités entre auteurs et entre comédiens, avec à l’arrière-plan, un roi capricieux qui s’amuse avec les histoires de cœur de ses sujets.
Objet de la concupiscence des hommes, ballottée entre la folie contagieuse de Molière et la complexité de Racine partagé entre ambition et religion, Marquise trouve sa liberté dans la mort[réf. nécessaire]. « Marquise était une fille que ses parents vendaient, moitié prostituée, moitié danseuse de foire. Un jour elle a eu de la chance. Il faut dire qu’elle était particulièrement ravissante. »
« Je cherchais un film à faire avec Sophie Marceau et [Jean-François Josselin] m’a dit : “Écoute, je connais une histoire qui va t’intéresser, c’est l’histoire vraie de Marquise Du Parc et Sophie Marceau pourrait très bien faire ça.” » La réalisatrice tient cependant à ne pas faire un film historique ennuyeux : « Si c’est pour n'avoir que des images historiques qu’on voit dans les musées, qu’on voit partout, ce n’est pas la peine ». De même, elle privilégie la psychologie des personnages à leur ressemblance physique avec leur modèle : « Je ne cherchais pas la ressemblance physique ni sur Racine, ni sur Molière, ni sur Gros-René, mais je pensais qu’elle devait venir de l’intérieur ».

## Autour du film
- Les comédiens portent des perruques « en cheveux naturels » et les acteurs ont dû répéter en costume afin que ces derniers paraissent usés.
- Le décorateur Gianni Quaranta a fait fabriquer des verres à pied en Murano pour une seule scène de banquet.
- Il est possible de voir un perchiste avec son micro dans le public.